# AS Suzzara Calcio
AS Suzzara Calcio (wł. Associazione Sportiva Suzzara Calcio) – włoski klub piłkarski, mający siedzibę w mieście Suzzara, w północnej części kraju, grający od sezonu 2015/16 w rozgrywkach Prima Categoria Lombardia.

## Historia
Chronologia nazw:
- 1919: Suzzara Football Club
- 1935: klub rozwiązano
- 1938: G.I.L. Suzzara
- 1939: Associazione Calcio "Gianni Corradini"
- 1945: Sport Club Suzzara
- 1993: klub rozwiązano
- 1993: Allievi Provinciali
- 1997: Associazione Sportiva Farmer Suzzara
- 2000: Suzzara Calcio 2000
- 2009: klub rozwiązano
- 2010: Associazione Sportiva Suzzara Calcio

Klub sportowy Suzzara FC został założony w miejscowości Suzzara w 1919 roku. Początkowo zespół rozgrywał mecze towarzyskie. W sezonie 1922/23 debiutował w rozgrywkach Terza Divisione Emiliana (D3). W 1930 zdobył awans do Seconda Divisione Emiliana, która po wprowadzeniu w 1926 roku Divisione Nazionale oraz w sezonie 1929/30 po podziale najwyższej dywizji na Serie A i Serie B została zdegradowana do czwartego poziomu. W sezonie 1933/34 po raz ostatni zagrał w Seconda Divisione Emiliana, a w 1935 został rozwiązany.
W sezonie 1938/39 klub o nazwie G.I.L. Suzzara startował w Seconda Divisione Emiliana. W następnym sezonie 1939/40 z nową nazwą AC Gianni Corradini zwyciężył w grupie A Seconda Divisione Emiliana i awansował do Serie C. W trzeciej lidze występował do 1943 roku, aż do rozpoczęcia działań wojennych na terenie Włoch w czasie II wojny światowej, wskutek czego mistrzostwa 1943/44 zostały odwołane. W 1944 startował w wojennych rozgrywkach Campionato di Guerra Alta Italia, plasując się na drugiej pozycji w grupie B, a potem był również drugim w finale B regionu Emilia.
Po zakończeniu II wojny światowej, klub wznowił działalność w 1945 roku i został zakwalifikowany do Serie B-C Alta Italia. W 1946 klub awansował do Serie B. W 1948 roku w wyniku reorganizacji systemu lig został zdegradowany do Serie C. W 1949 spadł do Prima Categoria Emiliana. W 1952 po kolejnej reorganizacji systemu lig klub liga zmieniła na Promozione Emiliana. W 1957 piąta liga została przemianowana na Campionato Nazionale Dilettanti, a w 1959 na Prima Categoria Emiliana. W 1964 zespół został zdegradowany do Seconda Categoria Emiliana, a w 1967 wrócił do Prima Categoria Emiliana. W 1971 klub awansował do Serie D. W 1972 spadł na rok do Promozione Emiliana. W 1978 zespół znów spadł do Promozione Emiliana. Przed rozpoczęciem sezonu 1978/79 Serie C została podzielona na dwie dywizje: Serie C1 i Serie C2, wskutek czego Promozione została obniżona do szóstego poziomu. W 1981 roku klub otrzymał promocję do Campionato Interregionale (D5), ale po roku wrócił do Promozione Emiliana. W 1984 znów awansował do Campionato Interregionale, a w 1986 do Serie C2. W sezonie 1992/93 zajął 17.miejsce w grupie A Serie C2 i został zdegradowany do Campionato Nazionale Dilettanti (D5), ale potem z powodu trudności finansowych klub ogłosił upadłość.
Chociaż klub zbankrutował, ale nie zrezygnował z oficjalnej działalności, rejestrując drużynę Allievi Provinciali w rozgrywkach Terza Categoria Lombarda (D10). W 1994 zespół awansował do Seconda Categoria Lombarda, w 1995 do Prima Categoria Lombarda (D8), a w 1996 do Promozione Lombarda. W sezonie 1997/98 z nazwą AS Farmer Suzzara startował w Eccellenza Lombarda. W 2000 spadł do Promozione Lombarda, po czym zmienił nazwę na Suzzara Calcio 2000. W 2002 wrócił do Eccellenza Lombarda. W 2008 na rok został promowany do Serie D. W sezonie 2008/09 zajął 15.miejsce w grupie D Serie D i po przegraniu baraży play-out został zdegradowany do Eccellenza Lombarda. Ale zrezygnował z dalszych występów w mistrzostwach i został rozwiązany.
Po roku nieobecności we wrześniu 2010 roku klub został reaktywowany z nazwą AS Suzzara Calcio, zaczynając od najniższego szczebla w Terza Categoria Mantovana (D10). W 2011 zespół awansował do Seconda Categoria Lombardia. Przed rozpoczęciem sezonu 2014/15 wprowadzono reformę systemy lig, wskutek czego Seconda Categoria awansowała na ósmy poziom. W sezonie 2014/15 zajął drugie miejsce w grupie N Seconda Categoria Lombardia i po wygranych barażach awansował do Prima Categoria Lombardia.

## Barwy klubowe, strój
|  |  |

Klub ma barwy biało-czarne. Zawodnicy domowe spotkania zazwyczaj grają w pasiastych pionowo biało-czarnych koszulkach, białych spodenkach oraz białych getrach.

## Sukcesy

### Trofea międzynarodowe
Nie uczestniczył w rozgrywkach europejskich (stan na 31-05-2020).

### Trofea krajowe
| \| \| Zdobyte trofea w rozgrywkach Włoch (stan na: 31-08-2020) \| |                                                          |      |             |
| Rozgrywki                                                         | Osiągnięcie                                              | Razy | Sezon(y)    |
| · Mistrzostwo                                                     | I miejsce                                                | 0    |             |
| · Mistrzostwo                                                     | II miejsce                                               | 0    |             |
| · Mistrzostwo                                                     | III miejsce                                              | 0    |             |
| · Puchar                                                          | zdobywca                                                 | 0    |             |
| · Puchar                                                          | finalista                                                | 0    |             |
| II liga                                                           | I miejsce                                                | 0    |             |
| II liga                                                           | II miejsce                                               | 0    |             |
| II liga                                                           | III miejsce                                              | 0    |             |
| II liga                                                           | 10.miejsce                                               | 1    | 1946/47 (B) |
| Włochy                                                            | Zdobyte trofea w rozgrywkach Włoch (stan na: 31-08-2020) |      |             |

- Terza Divisione (D3):
  - mistrz (1x): 1925/26 (Emiliana)

## Piłkarze, trenerzy, prezydenci i właściciele klubu

### Prezydenci
...
- 1940–1942:  Aldo Negri

...
- od 2019:  Enzo Palvarini

## Struktura klubu

### Stadion
Klub piłkarski rozgrywa swoje mecze domowe na Stadio Italo Allodi w mieście Suzzara o pojemności 4,1 tys. widzów.

### Derby
- AC Mantova
- Parma Calcio 1913
- Carpi FC 1909
- US Cremonese